# Eyvind Bratt
Björn Axel Eyvind Bratt, född 30 juli 1907 i Stockholm, död 16 januari 1987, var en svensk diplomat.

## Biografi
Bratt var son till lektor Arnold Bratt och Amy Berggren. Han började sin karriär som attaché vid Utrikesdepartementet (UD) 1931. Bratt blev konsul i New York 1946, byråchef vid UD 1947, sekreterare vid  Utrikesutskottet 1949 och konsul (generalkonsuls namn) i Berlin 1951. Samma år blev han filosofie doktor i Uppsala. Bratt var sändebud i Addis Abeba 1953–1959, jämväl Khartoum 1957–1959, Pretoria 1959–1963, Teheran och Kabul 1964–1967 samt Dublin 1967–1973.
Han var iranofil och i boken Turistland – u-land. Reseessäer från Främre Orienten (1967) finns hans stora beundran för den persiska kulturen dokumenterad.
Han gifte sig 1939 med Carin Robbert (1915–1984).

### Översättningar
- Sergej Jesenin: Persiska dikter, 1970.

## Utmärkelser
- Riddare av Nordstjärneorden (RNO)[2]
- Storkorset av Etiopiska Menelik II:s orden (StkEtMenO)[2]
- Kommendör av Danska Dannebrogorden (KDDO)[2]
- Officer av Polska orden Polonia Restituta (OffPolRest)[2]
- Riddare av Finlands Vita Ros’ orden av 1:a klass (RFinlVRO1kl)[2]
- Riddare av Lettiska orden Tre stjärnor (RLettSO)[2]